# Präventionsstaat
Ein Präventionsstaat ist ein Staat, der die ihm zur Verfügung stehenden Informationen aus diversen Überwachungseinrichtungen massiv einsetzt, um unerwünschtes Verhalten der Bürger von vornherein zu verhindern. Der Präventionsstaat ist die logische Weiterentwicklung des Überwachungsstaates. Im Überwachungsstaat werden die Erkenntnisse aus der allgegenwärtigen Überwachung noch größtenteils zur nachträglichen Ahndung von Gesetzesverstößen und zur Gewinnung von geheimdienstlichen Informationen über die einzelnen Individuen und Bevölkerungsgruppen genutzt.
Im Präventionsstaat hingegen werden die Informationen aus den Überwachungsmaßnahmen bereits benutzt, um Gesetzesverstöße oder unliebsames Verhalten von vornherein zu verhindern. Als Beispiele für typische Maßnahmen des Präventionsstaates seien Demonstrationsverbote, Platzverweise, Aufenthaltsverbote, Meldepflichten, Berufsverbote, Ausweisungen unliebsamer Personen, Rasterfahndungen, umfassende Kommunikationsüberwachung, Sicherungsverwahrungen, Unterbindungsgewahrsam, Schleier- und Schleppnetzfahndungen sowie massive verdachtsabhängige und verdachtsunabhängige Kontrollen durch diverse Behörden und die Polizei genannt.
Darüber hinaus zeichnet sich der Präventionsstaat durch die Minimierung des Datenschutzes, der Privatsphäre und der informationellen Selbstbestimmung aus. Die Überwachungsdaten aus allen Bereichen werden im Präventionsstaat zu umfassenden persönlichen Profilen in großen Datenbanken kombiniert. Hierdurch ist ein effizientes Durchsuchen nach bestimmten Mustern zum Zwecke der Prävention möglich.
Fürsprecher des Präventionsstaates halten diesen zur Gefahrenabwehr des Terrorismus für notwendig und sinnvoll. Eine positive Generalprävention soll auch das Vertrauen der Gesellschaft in die Rechtsordnung stärken. – Kritiker halten einen Präventionsstaat hingegen für nur schwer oder gar nicht mit der freiheitlich-demokratischen Grundordnung vereinbar.
Zahlreiche Kritiker sehen in dem bis 2013 laufenden EU-Forschungsprojekt INDECT Tendenzen hin zu einem übermächtigen Überwachungs- und Präventionsstaat. Das Projekt erforscht „präventive Verbrechensbekämpfung“ auf der Basis der automatisierten Auswertung und Verknüpfung von Bildern von Überwachungskameras des öffentlichen Raums mit einer großen Zahl weiterer Datenquellen, wie etwa Daten aus Sozialen Netzwerken und der Telekommunikationsüberwachung.